# Robotsmurf
Robotsmurf is een robot in de vorm en kleuren van een Smurf. Hij werd gemaakt door Knutselsmurf.
Hij komt zowel voor in de stripserie als de tekenfilm. In de strip maakte hij zijn debuut in De Robot Smurf. In de tekenfilms leeft hij bij Koning Gerard. Zijn Nederlandse stemacteur is Dieter Jansen.

## Robotsmurf in andere talen
- Engels: Clockwork Smurf
- Frans: Schtroumpf Robot/Mécanique
- Duits: Aufziehschlumpf
- Turks: Robot Şirin